# Spinotarsus tridens
Spinotarsus tridens är en mångfotingart som beskrevs av Kraus 1966. Spinotarsus tridens ingår i släktet Spinotarsus och familjen Odontopygidae. Inga underarter finns listade i Catalogue of Life.